# Radrennbahn Gera

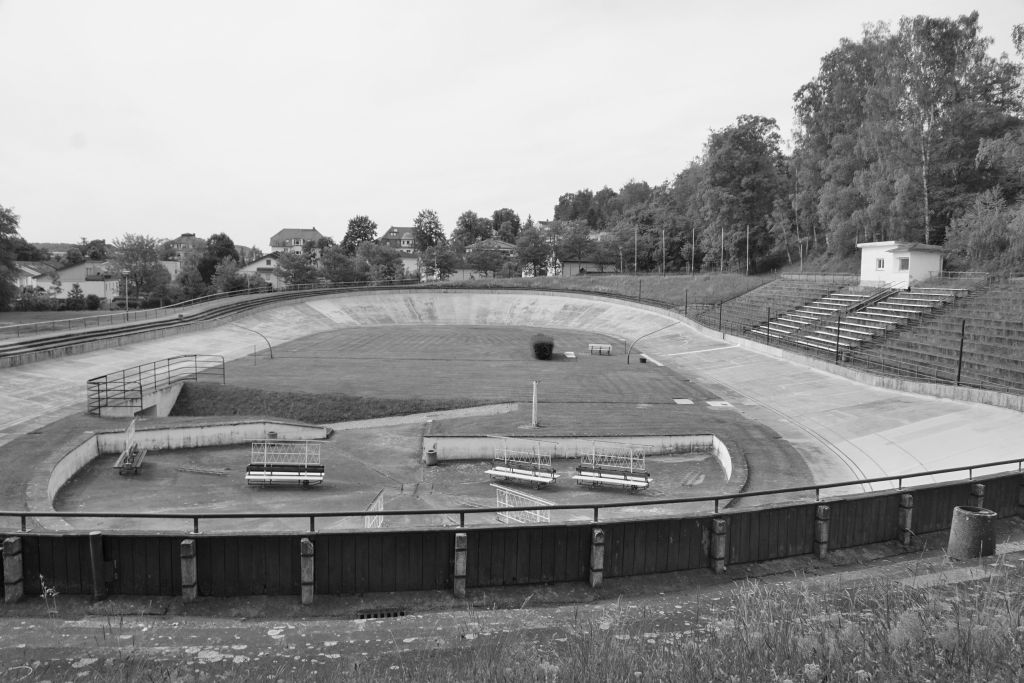
Radrennbahn in Gera-Debschwitz (2020)

Die Radrennbahn Gera befindet sich im Stadtteil Debschwitz, Haeckelstraße 39, der thüringischen Stadt Gera.

## Details
Die Bahn ist 250 m lang, 7 m breit und hat eine Kurvenhöhe von 4,60 m (38,5 Grad). Die gesamte Fahrtfläche umfasst 1.900 m².

## Geschichte

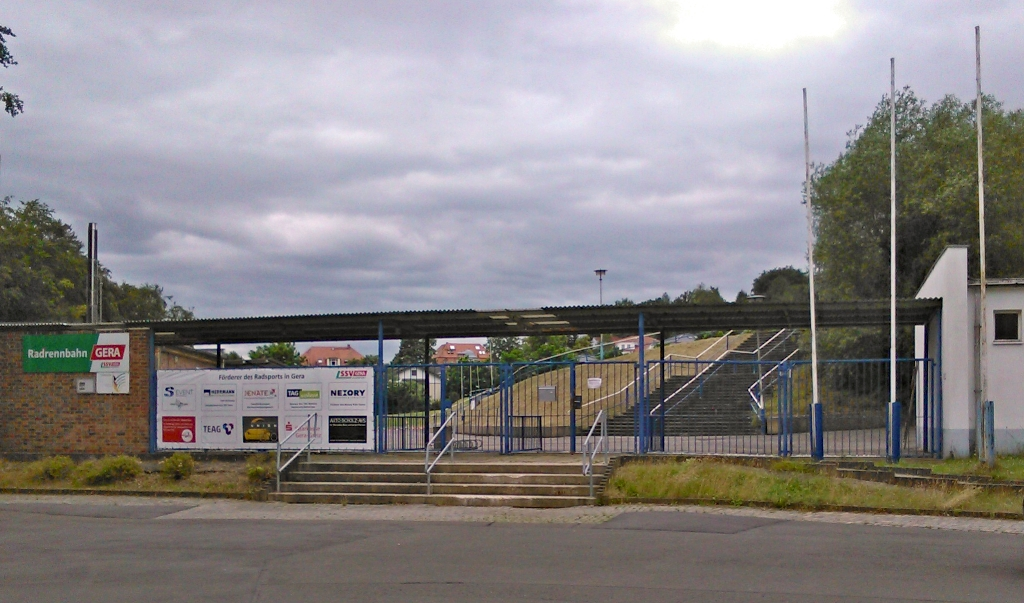
Eingangsbereich der Radsportanlage. 2020

Offiziell eröffnet wurde die Radrennbahn, in der Gestaltung wie sie noch heute anzutreffen ist, am 26. Mai 1957. Dabei ist dies die dritte Gestaltung einer Radrennbahn an diesem Standort, welche ihren zeitlichen Ursprung im Jahr 1934 hat. Auf dem Areal, welches damals noch ein Schützenplatz war, entstand eine 400 m lange Erdbahn. Um die Jahrhundertwende, war Gera eine der reichsten Städte Deutschlands, welcher die Textilindustrie großen Wohlstand gebracht hatte, der bis zum Krieg anhielt; hier erfreute sich der Radsport zunehmender Beliebtheit und das Areal in Debschwitz soll den Rekord bei ca. 22.000 Zuschauern gezählt haben. Kurz vor dem Ende des Zweiten Weltkrieges wurde die Bahn von der Wehrmacht zerstört. Diese trieb sechs Bunker in die Kurven.
Mit dem zweiten Aufbau nach dem Krieg, ab 1946/47, in der Sowjetischen Besatzungszone, begannen die Arbeiten dank der Initiative der Bürger, finanziert durch Aufbaugutscheine von Geraer Betrieben und einer Aufbaulotterie. Sodann begann der Bau einer 250 m langen Radrennbahn mit 6 m Breite auf einem Schlackebelag. Nach großen Anstrengungen konnte die Aschenbahn am 1. Oktober 1950 eingeweiht werden. Auf den erhofften Betonbelag, des knappen Rochstoffs im Aufbaudeutschland, mussten die Radsportler knapp sieben Jahre warten, bis sich die dritte und jetzige Form der Radsportbahn zeigte. Erste Sieger am 26. Mai 1957 waren die Radrennfahrer Röhrig und Nicklitzsch, die ein Zweier-Mannschaftsfahren gewannen.
Die Investition hatte sich für Gera gelohnt, denn mit der Planung zum Spitzensport in der DDR wurde die Bezirkshauptstadt, die als solche nun wieder aufblühte, offiziell Leistungssportzentrum im Rad- und Boxsport mit der Gründung der SG Wismut Gera.

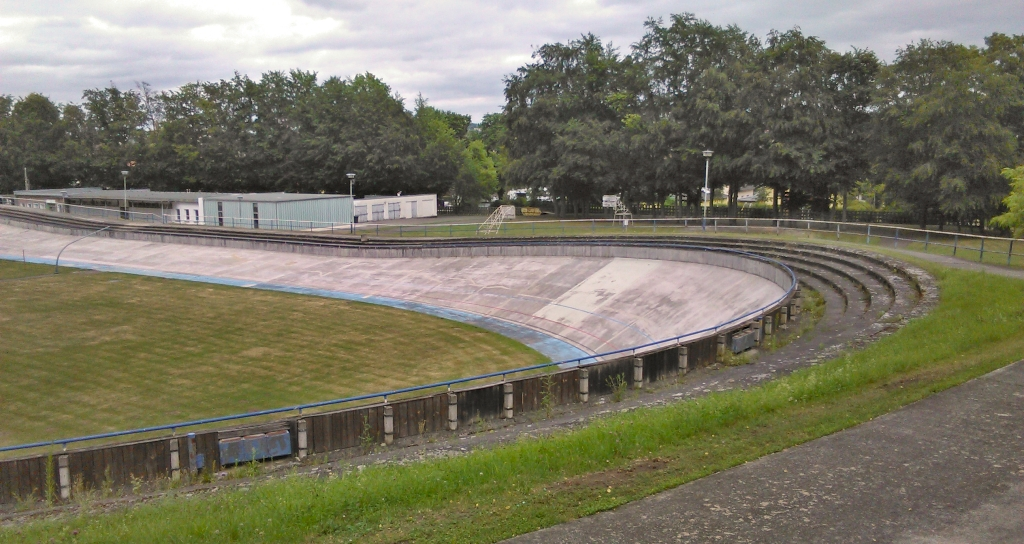
Ostkurve. Im Hintergrund die Funktionsgebäude. 2019

In die Radrennbahn wurde immer wieder investiert. In den Jahren 1978/79 wurden umfangreiche Rekonstruktionsarbeiten ausgeführt, wie eine Entwässerung der Traversen, Verbreitung des Bahninnenrandes. Hohlräume unter der Bahn wurden aufgefüllt und der Betonbelag abschließend sandgestrahlt und ein Epoxidharzbelag aufgetragen. Es folgten Neben- und Funktionsgebäude mit Innentrainingsräumen und einem Eingangsportal unter wehenden Fahnen, dessen Masten heute noch stehen.
So hielt sich die Radrennbahn bis über die Wende 1990. Aus der SG Wismut Gera trat für den Bereich Radsport der Stadtsportverein Gera 1990 e.V. hervor. Er hat seinen Sitz auf dieser traditionellen Sportanlage.
Das neue Jahrtausend beflügelte die Stadt Gera, die Radsportanlage, an welcher der Zahn der Zeit nun sichtlich nagte, zu einem Konzept, um die vierte Version einer Radrennbahn entstehen zu lassen. Ein Oval mit Überdachung. Mangels Fördermittel wurde daraus nichts.
Jedoch ist an das alte Funktionsgebäude inzwischen ein moderner Neubau angesetzt worden, welcher den Kraft- und Athletikbereich beinhaltet. Dieser Komplex war bis dahin auswärts in der Vollersdorfer Straße untergebracht, aber dort im Hochwasser im Juni 2013 untergegangen.

## Erfolge
In nun mehr vier Generationen von Radsportlern hat die Radrennanlage viele nationale und international erfolgreiche Radsportler hervorgebracht, die in diesem Oval in die Pedale traten. Sportler wie Lothar Meister II, Jürgen Simon, Erhard Hancke, Volker Schönfeld über Gerald Mortag, Lutz Haueisen, Olaf Ludwig, Thomas Barth, Jörg Köhler bis hin zu Sebastian Siedler, Michael Seidenbecher, Marcel Barth, René Enders und Robert Förstemann.

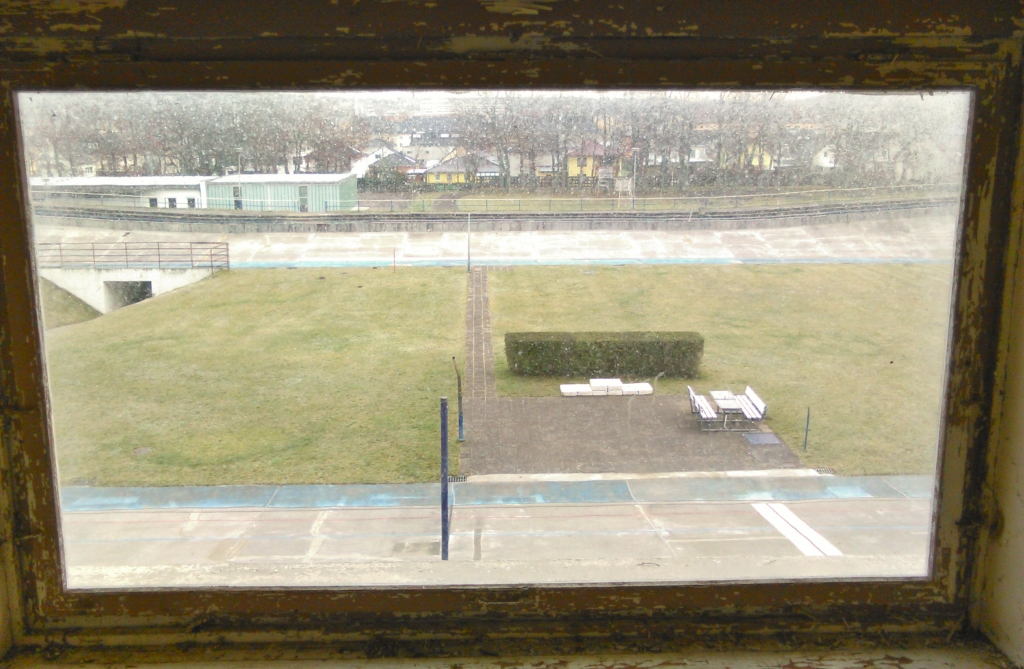
Blick aus der Kommentatorenkabine. 2019

Die Blütezeit der Radrennbahn war die der DDR mit zahlreichen nationalen und internationalen Veranstaltungen, der Große Preis der DDR, mehrere Deutsche Meisterschaften und Ländervergleiche. 1956 stellte Omar Pchakadse aus der Sowjetunion mit 12,0 Sekunden den Bahnrekord über 200 m auf. 1958 erlebten ca. 15.000 Zuschauer den Ländervergleichswettkampf der DDR und Ungarn. Es war der 25. Juni 1968 als Klaus Großmann beim Großen Preis der DDR im Steherrennen nach 120 Runden im Oval den Bahnrekord bei 30:23,8 Minuten markierte.
Vom 17. bis zum 20. Juli 2003 fanden die Deutschen Jugendmeisterschaften statt, und die Internationalen Steher- und Sprinterpreise der Stadt Gera in den Jahren 2012 und 2013.
Solche Zuschauerzahlen wie zur Zeit des DDR-Leistungssport konnten nicht mehr erreicht werden. Aber der Radsport ist den Menschen im ehemaligen Bezirk Gera im Herzen geblieben. Heute dient das Betonoval am Stadtwald überwiegend dem Radsportnachwuchs mit der
Wettkampfserie Geraer Nachwuchs-BahnCup sowie der bundesweit einmaligen Sichtungsveranstaltung beim Geraer Tag des Radsports um den Olaf-Ludwig-Pokal und dient als Ausgangspunkt der Ostthüringen-Tour.